# Adelaide-Insel

Die Adelaide I. als nordöstliche Begrenzung der Bellingshausensee

Die Adelaide-Insel (englisch Adelaide Island; spanisch Isla Adelaïda (Chile) und Isla Belgrano (Argentinien)) ist die siebtgrößte antarktische Insel.

## Geographie
Die Adelaide-Insel liegt am nördlichen Rand der Marguerite Bay vor der Westküste der Antarktischen Halbinsel. Sie ist durch einen vereisten Meeresarm, The Gullet (von Argentinien Garganta canan und von Chile Angostura genannt) von der Arrowsmith-Halbinsel der Antarktischen Halbinsel getrennt. An der engsten Stelle beträgt die Entfernung vom Festland rund 3 Kilometer. Zwischen der Adelaide-Insel und dem Festland liegen noch die Inseln Hansen und Day, etwas nördlicher die Liard-Insel.
Die größtenteils von Eis bedeckte Adelaide-Insel ist 135 km lang, maximal 33 km breit und misst 4463 km² in der Fläche. Sie erreicht im Mount Gaudry eine Höhe von 2315 m über dem Meer.

## Geschichte
Erstmals wurde die Insel am 15. Februar 1832 von John Biscoe, einem britischen Robbenfänger und Entdecker, gesichtet und nach Königin Adelheid („Queen Adelaide“) benannt. Biscoe nahm damals an, dass es sich bei der Insel um das am weitesten südlich liegende Land handeln würde. Aus unbekannten Gründen verschätzte er sich bei der Größe der Insel deutlich; er gab ihre Länge mit lediglich 8 Meilen (etwa 15 km) an.
Erst im November 1893 wurde die Insel erneut vom norwegischen Walfänger Carl Julius Evensen gesichtet. Am 25. Dezember 1904 erreichte der Franzose Jean-Baptiste Charcot die Insel. Da er erkannte, dass das Land wesentlich größer war, ging er zunächst davon aus, ein neues, bisher unbekanntes Land entdeckt zu haben und nannte es „Côte Loubet“. Während seiner von 1908 bis 1910 durchgeführten Antarktisexpedition kartographierte Charcot das Land und stellte fest, dass es sich um die von Biscoe entdeckte Insel handelte. Er übertrug daraufhin die Bezeichnung Loubet-Küste auf die benachbarte Küste des Festlands.
Im Juli und August 1936 wurde die Insel von der British Graham Land Expedition besucht sowie Ende der 1940er Jahre von der Falkland Islands Dependencies Survey (FIDS). Die FIDS unterhielt von 1961 bis 1977 eine Forschungsstation auf der Insel. Diese sogenannte „Base T“ wurde 1984 an Chile übergeben, sie wird unter der Bezeichnung Teniente Luis Carvajal Villarroel bis heute im Sommer genutzt. Von den Briten wurde im Februar 1976 die an der Südostküste gelegene Rothera-Station eingeweiht. In den Jahren 1989 und 1990 wurde dort die Landebahn für Flugzeuge erheblich erweitert.